# Rolf-Zeitler-Park

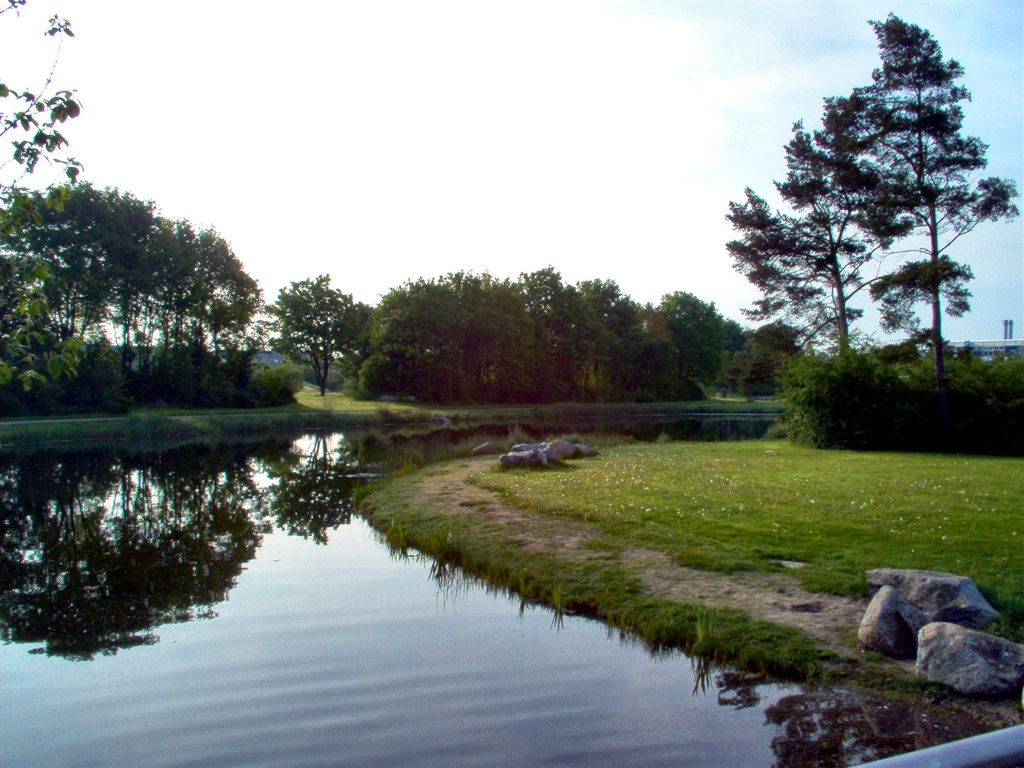
Valentinspark

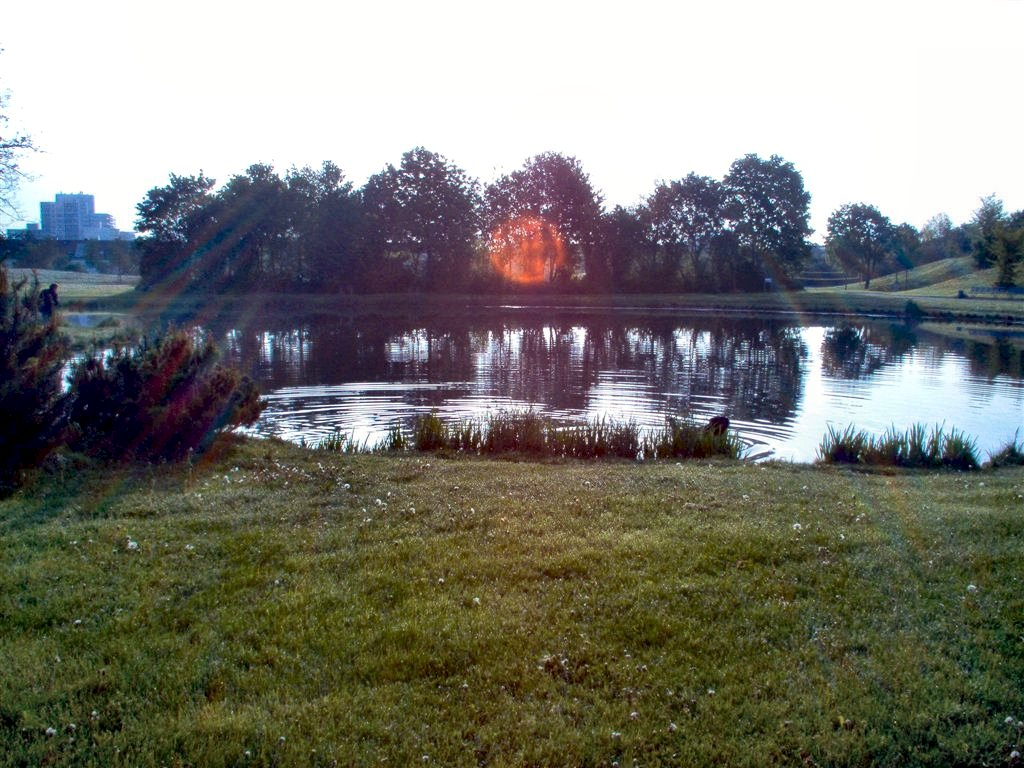

Der Rolf-Zeitler-Park (bis 2024: Valentinspark) ist ein öffentlicher Stadtpark und mit ca. 12 Hektar die größte Grünanlage in Unterschleißheim.

## Beschreibung
Der Valentinspark ist gekennzeichnet durch großflächige offene Wiesenflächen mit Gehölzgruppen und einzelnen Laubbäumen. Ein 7,20 m hoher „Aussichtshügel“ ist sternförmig mit lockeren Baumgruppen bepflanzt, die überwiegend aus Birken bestehen. Das übrige Parkgelände wurde nur leicht modelliert und weist keine starken Reliefunterschiede auf. Einige wassergebunden befestigte Wege führen mit geschwungenem Verlauf durch die Grünfläche; sie dienen auch als Verbindungswege zwischen den benachbarten Wohngebieten.
Im südlichen Drittel des Parks gibt es einen ca. 5.500 m² großen künstlich angelegten See, den Valentinssee. Als Freizeiteinrichtungen sind ein Beachvolleyballplatz, zwei Kinderspielplätze für unterschiedliche Altersgruppen und eine Fußballwiese vorhanden. Das Theatron, eine Freilichtbühne mit ca. 80 Sitzplätzen, dient als Veranstaltungsort für Open-Air-Konzerte.
Der Valentinspark dient der Unterschleißheimer Bevölkerung und auch den Schülern des direkt südlich gelegenen Carl-Orff-Gymnasiums als Naherholungsgebiet.
Im Süden erstreckt sich die Grünfläche bis zur Straße Münchner Ring. Im Westen und Nordwesten wird der Park von der Eschenstraße begrenzt, und auf der Ostseite grenzt er direkt an die Wohnsiedlung an.

## Geschichte
Die Idee für den Valentinspark hatte im Jahr 1986 der spätere Bürgermeister von Unterschleißheim, Rolf Zeitler.
Mit der Planung wurde im Jahr 1989 begonnen. Der Park wurde in drei Bauabschnitten verwirklicht und am 22. Juli 2000 eröffnet.
Auf dem Neujahrsempfang im Rathaus am 15. Januar 2024 gab der amtierende Bürgermeister, Christoph Böck, bekannt, dass der Valentinspark zu Ehren des verstorbenen Altbürgermeisters Rolf Zeitler in Rolf-Zeitler-Park umbenannt wurde.

## Belege
1. 1 2   Umwidmung des Valentinsparks in Rolf-Zeitler-Park am Neujahrsempfang 2024. Auf: unterschleissheim.de vom 18. Januar 2024.
2. ↑  K. G. Saur Verlag (Hrsg.): Bayerisches Jahrbuch 2010, Walter de Gruyter, München 2009, ISBN 978-3-598-23678-5, S. 338.
3. 1 2 3 4 5  https://www.unterschleissheim.de/kultur-freizeit-sport/gruenanlagen-und-parks/valentinspark.html